# Harfenzither
Harfenzither (do alemão) ou do inglês harp-zither,  Também chamada de harpa-cítara é o nome atribuído a três instrumentos: Auto-harpa (na Alemanha)  ou também para cítaras que possuem braço, como o da guitarra - sobretudo a cítara patenteada por Franklin Schwarzer, nos Estados Unidos.  E por último, ao Kora 

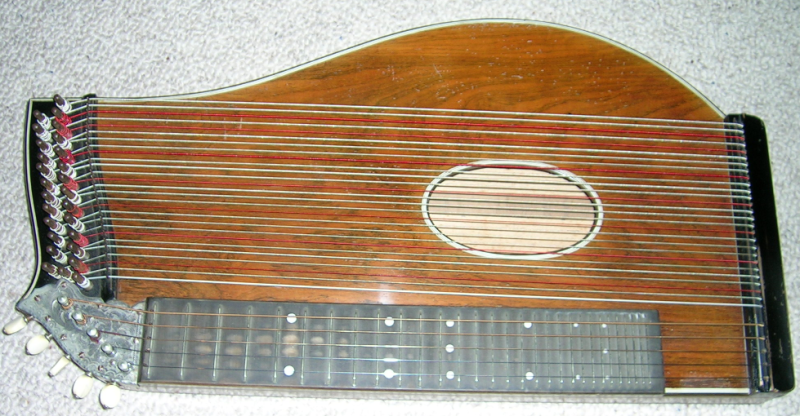
Cítara com braço